# Lijst van graven van Loon
Dit is een lijst met voor zover bekend de graven van het graafschap Loon.
| Graaf | Periode       | Opmerkingen |
| --- | ------------- | ----------- |
| Giselbert | ca. 1014-1046 |             |
| Emmo | ca. 1046-1078 | opvolger    |
| Arnold I | ca. 1078-1126 | zoon        |
| Arnold II | ca. 1126-1139 | zoon        |
| Lodewijk I | ca. 1139-1171 | zoon        |
| Gerard | 1171-1194     | zoon        |
| Lodewijk II | 1194-1218     | zoon        |
| Hendrik (Hendrik van Rieneck) | 1218          | broer       |
| Arnold III | 1218-1221     | broer       |
| Lodewijk III | 1221-1227     | neef        |
| Arnold IV | 1227-1273     | broer       |
| Jan | 1273-1279     | zoon        |
| Arnold V | 1279-1323     | zoon        |
| Lodewijk IV | 1323-1336     | zoon        |
| Diederik van Heinsberg | 1336-1361     | neef        |
| In 1362 werd het graafschap Loon door het prinsbisdom Luik geannexeerd, maar het bleef samen met de titel graaf van Loon formeel bestaan. |               |             |

Godfried van Dalenbroek was pretendent van de titel maar nooit graaf van Loon. 
Arnold van Rummen was pretendent die zijn aanspraken op de titel aan Luik verkocht, waardoor het graafschap definitief door het prinsbisdom Luik werd geannexeerd.